# NGC 2302
NGC 2302 est un jeune amas ouvert,, situé dans la constellation de la Licorne. Il a été découvert par l'astronome germano-britannique William Herschel en 1785 et inscrit au catalogue NGC sous la désignation NGC 2302. Cet amas a aussi été observé par John Herschel le 19 janvier 1828 et il a été inscrit au catalogue NGC sous la désignation NGC 2299.
NGC 2302 est à environ 1 182 pc (∼3 860 al) du système solaire et les dernières estimations donnent un âge de 70 millions d'années. La taille apparente de l'amas est de 2,5 minutes d'arc, ce qui, compte tenu de la distance, donne une taille réelle maximale d'environ 4,3 années-lumière.
Selon la classification des amas ouverts de Robert Trumpler, cet amas renferme moins de 50 étoiles (lettre p) dont la concentration est moyenne (II) et dont les magnitudes se répartissent sur un intervalle moyen (le chiffre 2).